# Coelophysis
Coelophysis („dutý tvar“) byl rod menšího dravého dinosaura (teropoda), který žil v období pozdního triasu až nejranější jury, před asi 216 až 196 milióny let.

## Objev
Fosilie tohoto teropoda byly objeveny roku 1881 na lokalitě Ghost Ranch v Novém Mexiku. Nejprve byly vzácně nalézány jenom úlomky fosilních kostí. Ty stačily vědcům pouze k tomu, aby je identifikovali jako pozůstatky jakýchsi ceratosaurů. Teprve později, ve 40. letech 20. století, na tomto místě začali vědci znovu hledat. Podařilo se jim objevit stovky koster tohoto druhu. Ty pravděpodobně patřily členům jedné nebo několika smeček, kteří zahynuli při živelní pohromě (nejspíše potopě). Díky tomu se zde nalezly kompletní kostry jedinců všech věkových kategorií. Fosilie tohoto dinosaura byly objeveny také v sedimentech souvrství Chinle na území Utahu.
Někdy bývají do tohoto rodu řazeny i fosilie přisuzované jinak rodům Syntarsus, Podokesaurus nebo Megapnosaurus.

## Popis a paleoekologie
Byl to po dvou chodící masožravec, dlouhý přibližně 2,7 až 3 m a vážící kolem 25 kg. Podle jiných odhadů byl však podstatně lehčeji stavěný a vážil jen kolem 9,8 kilogramu. Podle odborné práce z roku 2021 měřil nejdelší známý a detailněji popsaný exemplář 2,86 metru a zaživa vážil asi 37 kilogramů.
Jeho potravou byli drobní plazi, ryby a malí býložraví dinosauři (např. Revueltosaurus, Technosaurus). V žaludku celofýzů byly nalezeny i kosti mláďat krokodýlů, o kterých se dříve předpokládalo, že to byla mláďata célofyzise. Blíže příbuzným druhem byl Lepidus praecisio.
Mnohé znaky na kostře připomínají anatomii ptáků. Kostra byla velmi lehce stavěná (duté a tenkostěnné kosti, pevně srostlé křížové obratle, pánevní kosti, kosti nártu a kotník se zadní částí chodidla). Předními končetinami, které byly poměrně dlouhé, mohl tento rychlý běžec kořist za běhu uchopit a následně zabít ostrými pilovitými zuby. Ty byly stavěné pro řezání do kůže a masa kořisti, nikoliv pro její pevné držení.
Výzkum kostí a rekonstrukce svaloviny célofýzů umožnily vytvořit detailní model lokomoce tohoto teropoda. Nejvyšší rychlost běhu u tohoto dravého bipedního tvora byla odhadnuta na 5,7 m/s (20,5 km/h).
Tito dinosauři pravděpodobně dosahovali pohlavní dospělosti již mezi 2. a 3. rokem věku, v 8 letech pak dosáhli i své maximální velikosti (délky 3 metrů).

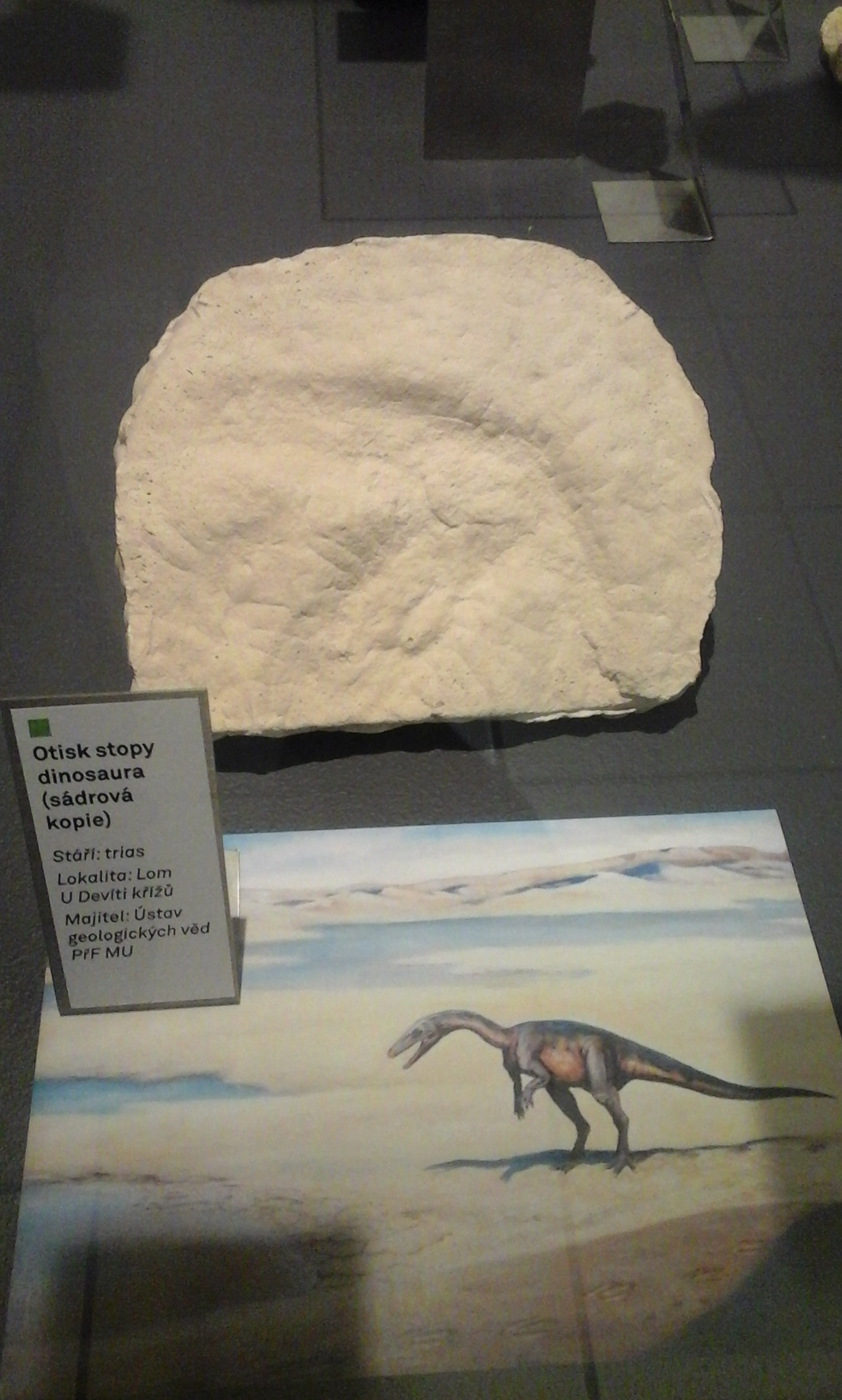
Replika otisku tříprsté stopy českého dinosaura (či dinosauromorfa) od Červeného Kostelce. Celkově se nejspíš podobal severoamerickému celofýzovi.

## V populární kultuře
Coelophysis je vyobrazen například v seriálech Putování s dinosaury nebo Toulky dinosaurů Amerikou. Dále se objevil také v dokumentárních sériích Svět po dinosaurech a Ve stínu dinosaurů. Zkamenělina tohoto rodu byla roku 1998 také vyslána do vesmíru. Stala se tak druhou v pořadí, a to po fosilii kachnozobého dinosaura rodu Maiasaura, která byla vyvezena na oběžnou dráhu již roku 1985. Coelophysis patří k nejznámějším teropodním dinosaurům z období pozdního triasu.
Coelophysis bauri se stal také státní fosilií Nového Mexika, a to dne 17. března 1981.